# 無懼勇士
《無懼勇士》（英語：Bravest Warriors）是一部美國的線上動畫劇集，原創為《探險活寶》的作者潘得頓·沃德，由Breehn Burns指導。此系列由Frederator Studios在所屬的卡通宿醉YouTube頻道上出品。
設定在3085年，劇情循著四個受雇英雄穿梭宇宙，運用情緒的力量拯救可愛的外星人和他們的世界。2012年11月8日開始在Frederator的卡通宿醉YouTube頻道發行，該系列基於一個為Frederator的Nicktoons Network的動畫培育系列Random! Cartoons而創，於2009年1月10發表的短篇作品。漫畫改編本於2012年12月24日由Boom! Studios發行。
其在2013贏得了肖蒂獎的最佳網路系列，並等候提名安錫國際動畫影展。
其中一二季可藉由youtube觀看，而第三第四季只能透過VRV觀看

## 角色
- 克里斯多福·「克里斯」·科曼（Christopher Chris Kirkman）（導片配音 Charlie Schlatter，系列配音 Alex Walsh）：

16歲的無懼勇士隊長，他暗戀著他最好的朋友貝絲。動物武器是一隻能變成劍的蜜蜂。在「Cereal Master」一集藉由心中想著貝絲移動一瓶「海馬夢（Seahorse Dreams）」，展現了他情緒之王（Emotion Lord）的力量。
- 貝絲·手冢（Beth Tezuka）（導片配音 Tara Strong，系列配音 Liliana Mumy）：

無懼勇士的女性成員，她的動物武器是一隻貓，能變成一條有貓頭的貓九尾。在「Hamster Priest」一集發現貝絲的爸爸 Ralph Waldo Pickle Chip 的次元跳躍機直接和貝絲的腦波連結。
- 瓦羅（Wallow）（導片配音 Dan Finnerty，系列配音 Ian Jones-Quartey）：

最聰明但脫線的成員，他的手套配有容易吃醋的人工智慧電腦（配音 Maria Bamford），動物武器是一支能變成斧頭的隼，也可變成火箭炮和吉他。
- 丹尼爾·「丹尼」·伐斯奎茲（Daniel Danny Vasquez）（導片配音 Rob Paulsen，系列配音 John Omohundro）：
- 貓蟲（Catbug）：配音Sam Lavagnino

一隻很像是貓咪的小瓢蟲，性別為雄性，有可以通靈和異界的人連結連繫溝通的能力。

## 集數
第一季(2012/11/08～2013/03/07)，共12集
1. Time Slime
2. Emotion Lord
3. Butter Lettuce
4. Memory Donk
5. The Bunless
6. Lavarinth
7. Gas Powered Stick
8. Dan Before Time
9. Cereal Master
10. Ultra Wankershim
11. Catbug
12. Sugarbellies

第二季(2013/10/17～2014/6/12)，共12集
1. Aeon Worm
2. RoboChris
3. Mexican Touchdown
4. Hamster Priest
5. Jelly Kid Forever
6. The Puppetyville Horror
7. Catbug's Away Team
8. Merewif Tag
9. Dimension Garden
10. The Parasox Pub
11. Season of the Worm
12. Season of the Mitch